# Överö
Överö (åländskt uttal (fil)) är en by i Föglö kommun på Åland med 10 invånare (2023). 
Den ligger i den del av kommunen som kallas Vargskär och hörde fram till 2006 till Föglö församling, därefter till Ålands södra skärgårdsförsamling.
Byn har medeltida ursprung och består av tre gamla hemman (jordebokshemman). Bönderna förr i tiden försörjde sig huvudsakligen på jordbruk, boskapsskötsel och fiske. De fiskade både strömming och fjällfisk (gädda och abborre). En viktig näring i byn var osttillverkning. 

## Geografi
Överö gränsar mot byarna Nötö och Jyddö i söder och Ulversö i öster samt i norr och väster mot Vårdö kommun och byarna Bergö och Ängö. Bebyggelsen ligger på ön Överö, som numera genom landhöjningen har växt samman med grannön Ulversö.
I Överö finns Överö färjfäste. De åländska skärgårdsfärjorna på den södra linjen mellan Lumparland på fasta Åland och Kökar angör flera gånger varje dag. 
Överö har förbindelse med övriga Föglö via en vägbank till grannön Jyddö och sedan med Embarsundsfärjan över Embarsund.

## Historia
Liksom resten av Ålands skärgård befolkades Överö under medeltiden. Byn nämns första gången i 1537 års skattebok. Då fanns fyra bönder: Jöns Vastesson, Jöns Olofsson, Jöns Gudmundsson och Anders Olofsson. I mitten av 1500-talet minskade antalet bönder till tre. Tre hemman förblev det sedan i byn under de kommande sekler.
Det så kallade silverskatteregistret från 1571 visar att Överö var en förhållandevis välbärgad by. Skatten var tillfällig och utgick med tio procent på all lös egendom i form av ädla metaller och kreatur och användes till att återlösa Älvsborgs fästning vid Göteborg som förlorats i krig mot Danmark. Den åländske genomsnittsbonden betalade 7 mark. Bönderna i på två av gårdarna i Överö betalade mer än så (10 respektive 8 mark), den tredje något under genomsnittet (6 mark). Den gård som hade betalat minst blev i början av 1580-talet öde. Det dröjde sedan runt 35 år innan den åter befolkades. I början av 1600-talet blev ytterligare en gård öde och upptogs inte förrän i början av 1620-talet. Det betyder att under ett drygt decennium i början av 1600-talet, från omkring 1601 till omkring 1613, bara fanns en bonde i byn. Situationen var inte unik. Också många andra gårdar i Föglö lämnades öde i början av 1600-talet. En kombination av krigsfolks härjningar och missväxt var orsaken. Överö hade liksom exempelvis byarna Degerby och Flisö ett utsatt läge invid segelleden. Från 1620-talet verkar livet i byn ha återgått till det normala med tre bönder på tre gårdar.
Den första beskrivningen av Överö får vi i 1661 års jordebok: ”I denna byn (finns) mulbete till nödtorften, men rätt ringa brännved, annan lägenhet lika som i Nötö.” Och om Nötö sägs förutom om mulbetet och brännveden: ”Fjällfiskedräkt hemma i skären, skötläggning 1 mil från byn, humlegård till några stänger, sina ängar hava de mest på utöar.” Med andra ord: Betet i Överö var acceptabelt, men däremot hade bönderna ont om ved att elda med (annat virke fanns förmodligen inte alls). Vidare fångade Överöborna fjällfisk (gädda och abborre) i byns eget vatten, medan strömming fiskades med skötar i havet en mil hemifrån. De odlade också en del humle (användes vid öltillverkning).

### Den första kartan
Den första kartan över Överö upprättades 1776 av lantmätaren Johan Strömborg. Av den framgår att bönderna bedrev jordbruk och boskapsskötsel samt fiskade strömming och fjällfisk. Byns skog räckte till ved för husbehov, medan timmer och näver liksom virke till gärdsgårdar måste köpas från Finland. Också mycket annat måste köpas, exempelvis lin och hampa. Tegel köptes från Finland. Gårdarna hade varsin väderkvarn, däremot inga egna kajutbåtar (större båtar för handelsfärder). Istället förde de varje år sina varor till Stockholm "för frakt", mot ersättning med andras farkoster (exempelvis hade Ulversöbönderna egna skutor).
Lantmätarens beskrivning av Överö är mycket detaljerad. Åkern bestod överallt av god lera, men var ganska svårbrukad eftersom den låg mellan bergshöjder och delvis var vattensjuk. Ängarna var till största delen bördiga och beväxta med sälting, fin och grov starr samt en del bladvass. En olägenhet var att åkern, som besåddes vartannat år, och ängen befann sig inom en och samma hägnad ”och får således ej något år betas”. Samma var för övrigt förhållandet i Ulversö. I Nötö däremot var åkrarna skilda från ängarna genom gärdsgårdar. Fördelen för Nötöborna var att deras kreatur kunde beta åkrar som låg i träda utan att djuren kunde komma in på den kringliggande ängen eller beta ängen utan att komma åt att skada den växande grödan på åkern. Nackdelen var förstås att det krävdes betydligt mer gärdsgård. Anledningen till att Överö- och Ulversöborna hade ett annat hägnadssystem är oklar; möjligen var det en kombination av att de hade ont om gärdsel och stör (virke att bygga gärdsgårdar med) och att de behövde relativt långa stängsel för att kunna hägna in sina små åkrar. Nötöborna hade visserligen också små åkrar, men bättre tillgång till gärdsel.
Skogsmarken fann var stenbunden och bergig. Ved hade Överöborna till husbehov, däremot varken timmer, gärdsel, stör, näver eller bast, som måste köpas från Finland. Lövbrott (löv till vinterfoder åt kreaturen) fanns till husbehov, likaså gott sommarmulbete. Lin och hampa köpte Överöborna, likaså tegel som hämtades från Finland. Något strömmingsfiske fanns inte i byn, däremot fiskade de en del med skötar ”vid andra byars land”. Fjällfisk fångades under höstarna och räckte också till en del försäljning, däremot ägnade sig byborna inte år fågel- eller säljakt. 
Slutligen räknar lantmätaren upp byns holmar och vad som växte på dem. Flera var ”skoglösa”, exempelvis Grönskär, Aspören och Syndeskär, medan det på andra växte ”litet al” (Långholm, Saxholm, Skarpskär och Slätskär). På hemlandet växte ”al och en”.

### Storskiftet
Storskifte förrättades 1831 i Överö. Då skiftades åkern och ängen, däremot inte betesmarken och holmarna. Byborna ansåg att det inte skulle vara ändamålsenligt att dela dem, eftersom marken var så oländig, mest nakna klippor och höga berg, som kunde bli kostsamma att stängsla, särskilt som de inte själva hade någon skog som dög till gärdsgårdar (bristen på gärdsel och annat virke är ett problem som följt byn genom seklerna). Det dröjde till 1936 innan också utmarken (skogen och holmarna) skiftades.

### Osttillverkning
Något som lantmätaren inte uttryckligen nämner på 1776 års karta, men som Överöborna helt säkert ägnade sig åt, var tillverkning av ost som sedan såldes framför allt i Stockholm. Osttillverkning var en specialitet i Föglö och särskilt i Vargskär och i Småsottunga. När Weckström sammanställde sitt geografiska lexikon i början av 1850-talet noterade han om Överö: ”Här tillverkas ost.”
Den så kallade Ålandsosten, berömd på sin tid, tillverkades mestadels i Föglö. Åboprofessorn Per Adrian Gadd skrev 1759 att den ”täflar ofta med mången Parmesanost om företrädet”, medan geografen och lantbrukaren Eric Tuneld var lite mer återhållsam och konstaterade 1773 att osten från Åland var en av de bästa som tillverkades i Sverige.

### Befolkningsutveckling
| Befolkningsutvecklingen i Överö 1970–2020 | Befolkningsutvecklingen i Överö 1970–2020 | Befolkningsutvecklingen i Överö 1970–2020 | Befolkningsutvecklingen i Överö 1970–2020 | Befolkningsutvecklingen i Överö 1970–2020 |
| ----------------------------------------- | ----------------------------------------- | ----------------------------------------- | ----------------------------------------- | ----------------------------------------- |
|                                           |                                           |                                           |                                           |                                           |
| År                                        |                                           |                                           | Folkmängd                                 |                                           |
| 1970                                      | 1970                                      |                                           | 35                                        |                                           |
| 1980                                      | 1980                                      |                                           | 26                                        |                                           |
| 1990                                      | 1990                                      |                                           | 28                                        |                                           |
| 2000                                      | 2000                                      |                                           | 28                                        |                                           |
| 2010                                      | 2010                                      |                                           | 17                                        |                                           |
| 2020                                      | 2020                                      |                                           | 10                                        |                                           |
|                                           |                                           |                                           |                                           |                                           |

## Ortnamnet
Ortnamn som innehåller ordet Över- finns ofta tillsammans med ett ortnamn på Ytter-, exempelvis Överby och Ytterby i Jomala (Åland) eller Överenhörna och Ytterenhörna (Södermanland). Namnet på Ytter- har i sådana fall ett mer perifert läge i förhållande till centralbygden än namnet på Över-. Vid Överö finns ingen pendang Ytterö, men det verkar sannolikt att Överö ön, i dag en del av samma ö som Överö men förr en kringfluten holme, i äldre tid kan ha kallats Ytterö. På Johan Strömborgs karta över Överö från 1776 heter ön Betesön, så dess namn verkar inte ha varit särskilt stabilt över tid. Namnet kan antas ha getts av invånarna i de östra delarna i Vargskär (byarna Bänö, Ulversö och Jyddö), som är högre öar och som sannolikt befolkades tidigare än Överö.

## Hemmanen
I den äldsta skatteboken från 1537 redovisas fyra bönder i Överö, likaså i längderna 1539 och 1544–1545. Från 1546 är de tre. Om det verkligen fanns fyra gårdar i byn är osäkert. Någon av gårdarna kan ha haft två brukare, exempelvis kan bönderna Anders Olofsson och Jöns Olofsson ha varit bröder och bebott hemgården tillsammans. 
Tre hemman blev det bestående. Från 1633 är de tre noterade för 100 jordmark och från 1661 anges de också vara 1/2 mantal. I slutet av 1700-talet förmedlades hemmanen till 5/16 mantal. I jordeböckerna ges hemmanen omkring 1730 nummer (1–3). Från 1830 är de också noterade med namn. 
- 1, Ollas, ett skattehemman, blev tidigt på 1600-talet ett kronohemman på grund av obetalda skatter och köptes åter till skatte 1887. Ollas torde ha sitt namn efter bonden Olof Eriksson (1702–1773). Hemmanen i Överö verkar alla tre ha namn efter bönder som levde under 1700-talet första hälft.[9]
- 2, Henrikas, ett skattehemman, blev tidigt på 1600-talet ett kronohemman på grund av obetalda skatter och köptes åter till skatte 1887. Henrikas har namn efter bonden Henrik Jakobsson (1682–1763). Gården kallas Isakas i folkmun, eftersom flera bönder med namnet Isak brukade den från senare delen av 1700-talet till början av 1900-talet.[10]
- 3, Pellas, ett skattehemman. Pellas har sitt namn efter bonden Per Isaksson (1692–1728) eller dennes son Per Persson (1714–1760).[11]

## Holmar och skär
Bland de större holmarna och skären som hör till byn Överö märks:
- Aspören (visa på karta), 270 meter från strand till strand.
- Blekörarna (visa på karta), ett par klippor norr om Snöskär, den största 1,5 hektar och 200 meter lång.
- Bredskär (visa på karta), har genom landhöjningen växt samman i öster med Krokskär som i sin tur växt samman med Ägglupen. Redan på 1776 års karta redovisas de som en holme under namnet Bredskär. Den sammanlagda arealen är 55,7 hektar och största längden 1,7 kilometer.
- Granskär (visa på karta), 9,9 hektar, största längd 500 meter.
- Krokskär (visa på karta), största längd 620 meter, har genom landhöjningen växt samman i väster med Bredskär och i öster med  Ägglupen.
- Labbskär (visa på karta), största längd 140 meter, har genom landhöjningen växt samman med Södra Gyltklobben. Labbskär kallas Solskiär på 1776 års karta (är där kringfluten).
- Långholm (visa på karta), största längd 800 meter, har genom landhöjningen i söder växt samman med Äskholm, som hör till Ulversö.
- Måsörarna (visa på karta), 6,2 hektar, största längd 430 meter.
- Norra Gyltklobben (visa på karta), 2,3 hektar, största längd 220 meter.
- Rågskär (visa på karta), 17,7 hektar, största längd 900 meter.
- Röskär (visa på karta), 8 hektar, största längd 440 meter.
- Saxholm (visa på karta), största längd 200 meter, har genom landhöjningen i väster växt samman med Överö hemland.
- Skarpskär (visa på karta), 3,4 hektar, största längd 270 meter.
- Slätskär (visa på karta), 37,6 hektar, största längd 1,1 kilometer.
- Snöskär (visa på karta), 14,3 hektar, största längd 700 meter.
- Syndeskär (visa på karta), 160 meter från strand till strand, ligger alldeles invid stora farleden. På Syndeskär finns en mindre fyr.
- Södra Gyltklobben (visa på karta), största längd 310 meter, har genom landhöjningen växt samman med Labbskär.
- Vikarören (visa på karta), 0,5 hektar, största längd 100 meter.
- Västra Rönnkobben (visa på karta), 2,5 hektar, största längd 260 meter.
- Ägglupen (visa på karta), största längd 260 meter, har genom landhöjningen växt samman i väster med Krokskär som i sin tur växt samman med Bredskär.

## Bilder

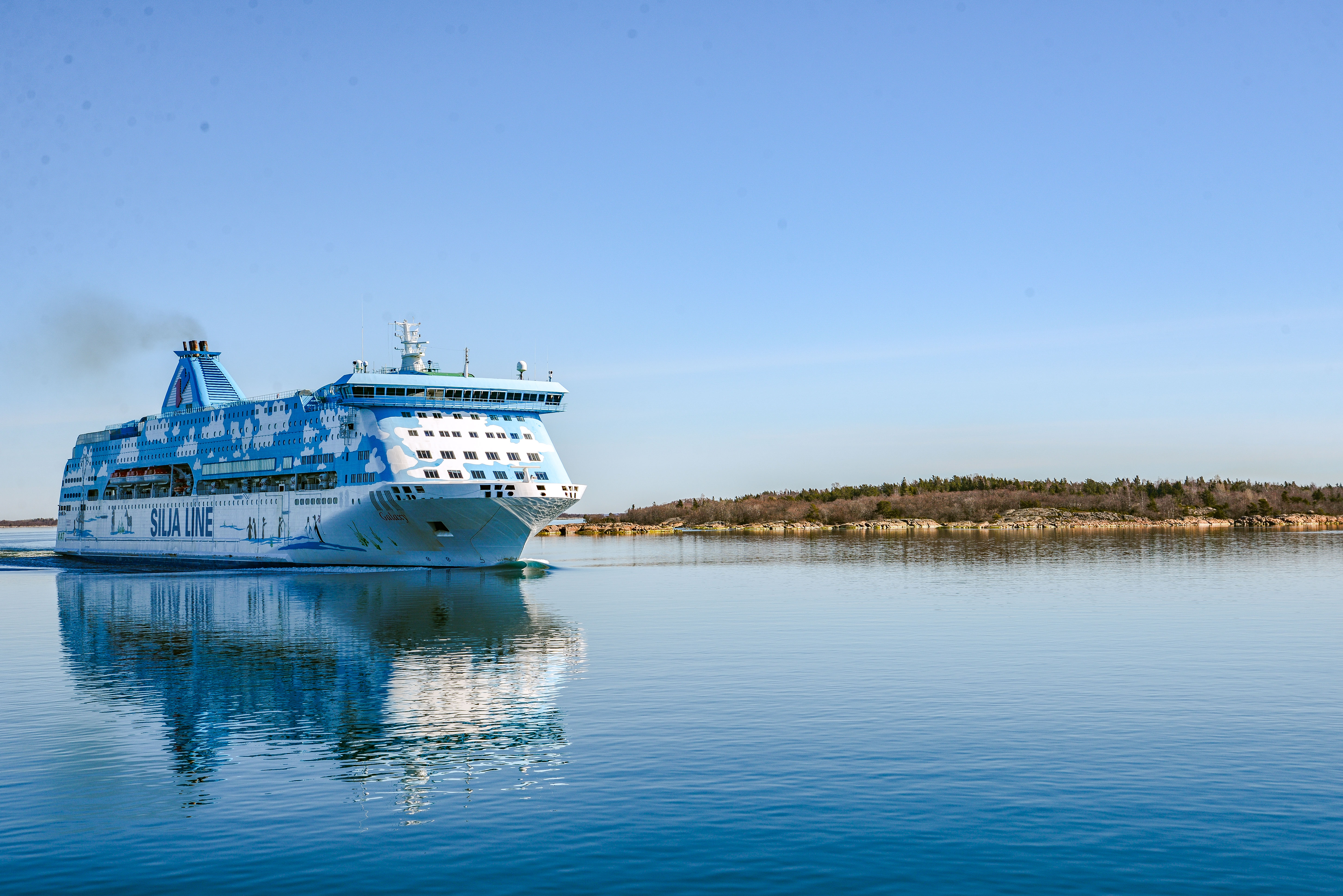
Farleden passerar i Överö vatten.
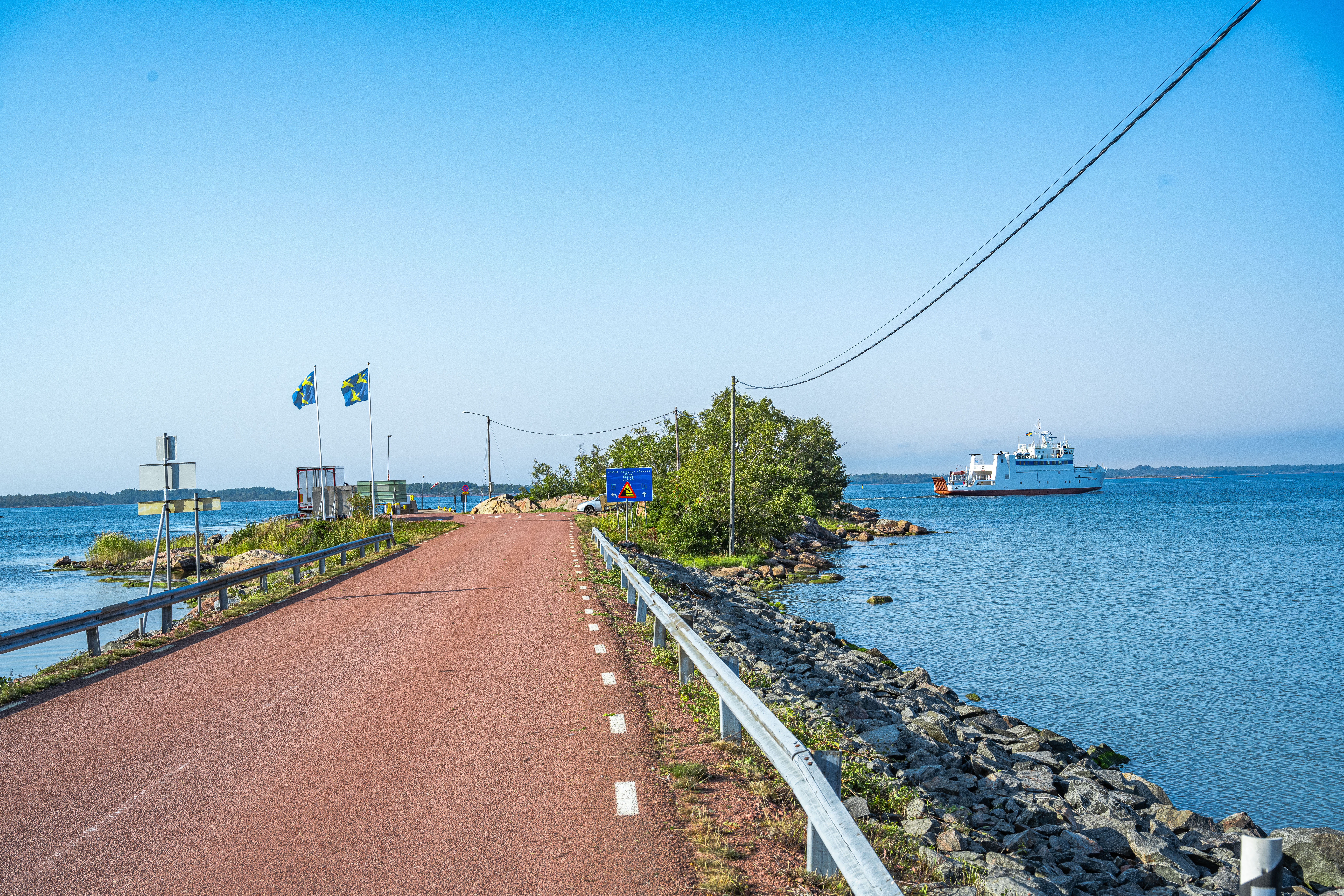
Överö färjfäste.
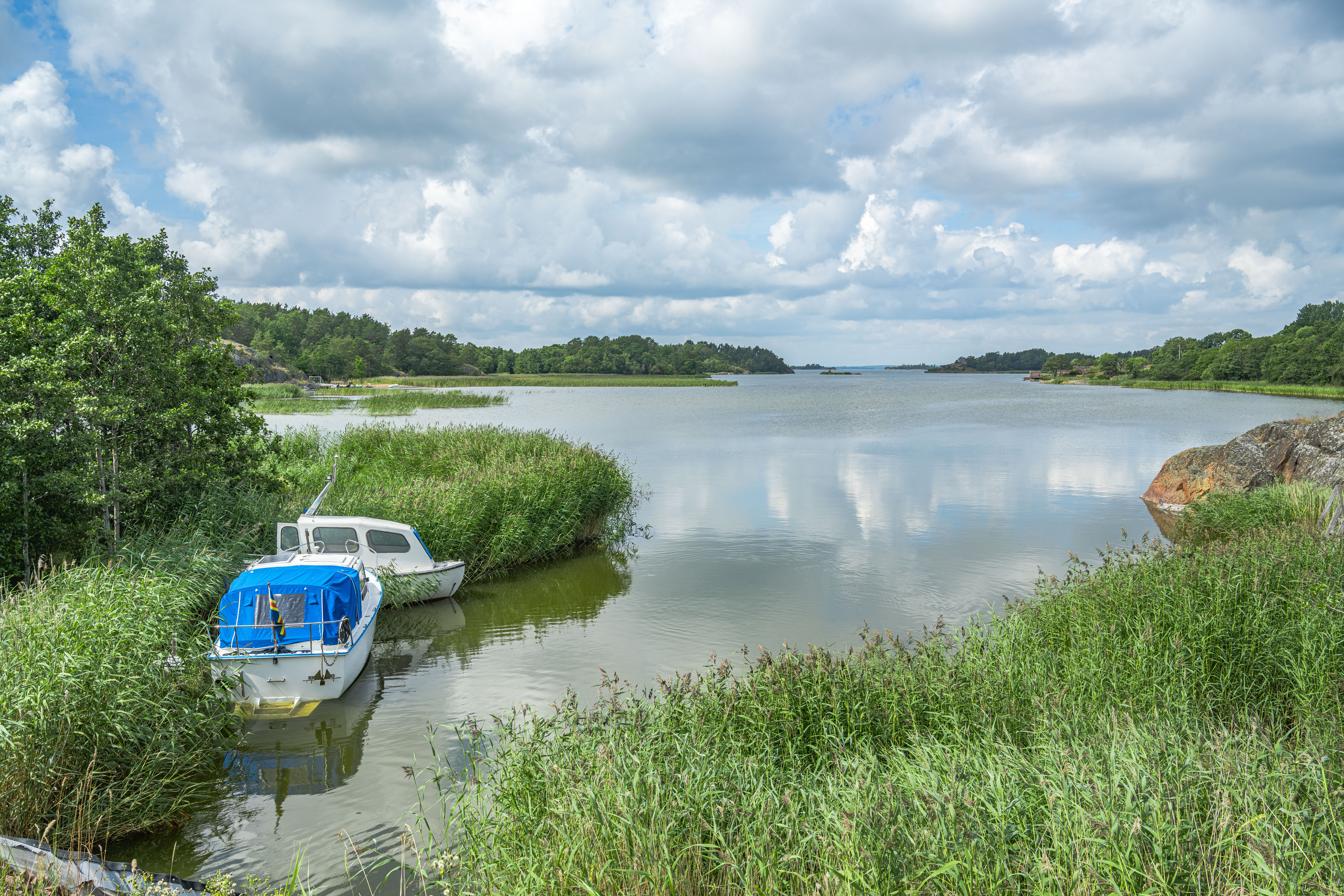
Överösundet, Överö åt höger.
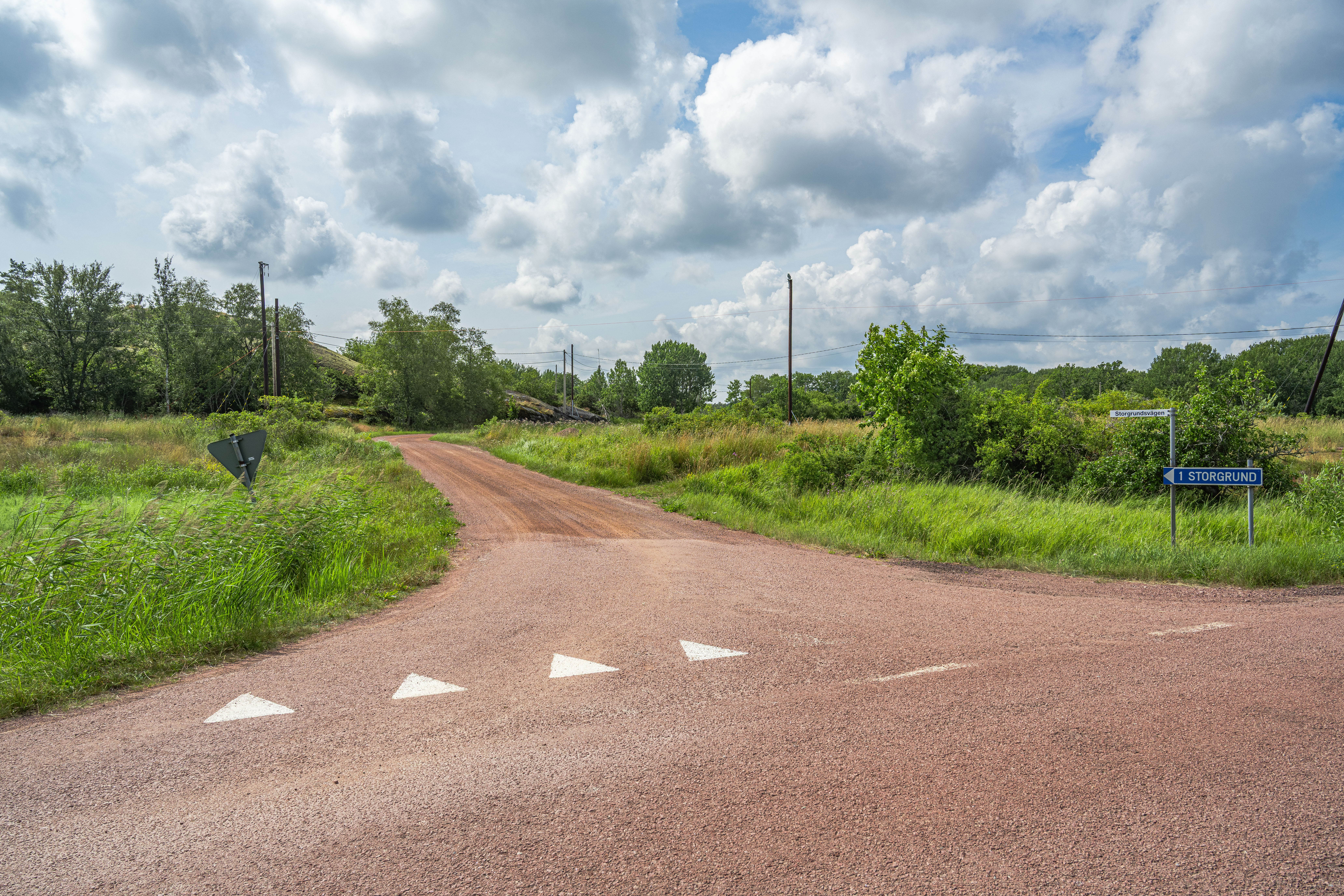
Vägen till Storgrund.